# Поликарповы
Поликарповы — дворянский род, из Тверских бояр.
При подаче документов (22 мая 1686), для внесения рода в Бархатную книгу, была предоставлена совместная родословная роспись Поликарповых и их однородцев Свиязевых, а также четыре царские вотчинные жалованные грамота (1623) Василию и Ивану Захарьевичам Свиязевым на вотчины: в Старицком, Тверском, Московском и Каширском уездах, деревни Бякотово Веркошинском стане Венёвского уезда и деревни Подпольное в Кубенской волости Вологодского уезда.
Род Поликарповых внесён в VI часть родословной книги Тверской губернии.

## Происхождение и история рода
Происходит, по сказаниям старинных родословцев, от выехавшего (1485) из Литвы к великому князю Михаилу Тверскому в Тверь "мужа честна" Яна Августовича по прозванию Канъ, в крещении Симеона, приведшего с собою дружину в 100 человек и получившего за то обширные вотчины в Тверском уезде. Правнук его, Поликарп Иванович, служивший князю Андрею Ивановичу Старицкому, был родоначальником Поликарповых. Потомки Симеона - Поликарповы служили в боярах, окольничих и в иных знатных чинах. Василий Поликарпович Поликарпов был при Василии III послом в Крыму. Дементий Иванович Поликарпов стряпчий (1692). Александр Васильевич Поликарпов (1753—1811) правитель Тверского наместничества, сенатор, кавалер ордена Святого Георгия 3-й степени (1791).

## Описание герба
В красном поле щита воинская серебряная Цель.
На щите дворянский коронованный шлем. Нашлемник: шесть павлиньих перьев. Намёт на щите красный, подложенный серебром (Гербовник, III, 27).